# 抵制俄货
「抵制俄罗斯製品！」（羅馬化："Boikotui rosiiske"）或「不要购买俄罗斯製品!」（羅馬化："Ne kupui rosiiske"）是乌克兰境内的非暴力运动，目的是抵制俄罗斯向乌克兰输出商品。抵制运动开始于2013年8月14日，起因是俄罗斯方面对乌实施贸易禁运。运动由Vidsich在社交媒体上发起。其海报等宣传材料遍布乌克兰国内45个城镇。2013年11月，活动影响力在亲欧示威的影响下有所减弱，但在2014年3月2日，由于克里米亚危机和俄罗斯军事介入乌东部局势的影响，运动掀起了新的高潮。

## 起因

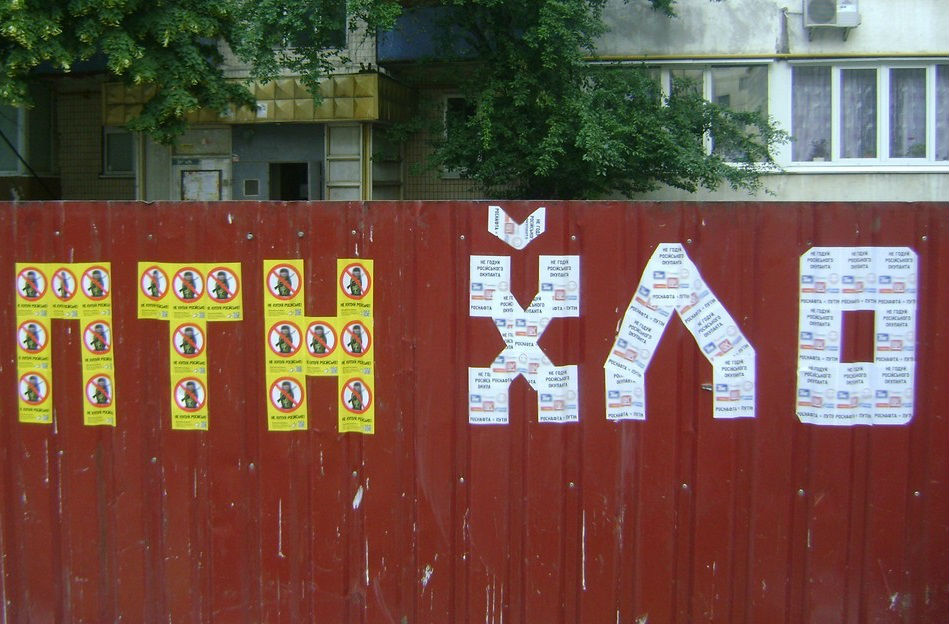
用抵制俄货标语组成的“普京傻屄”字样

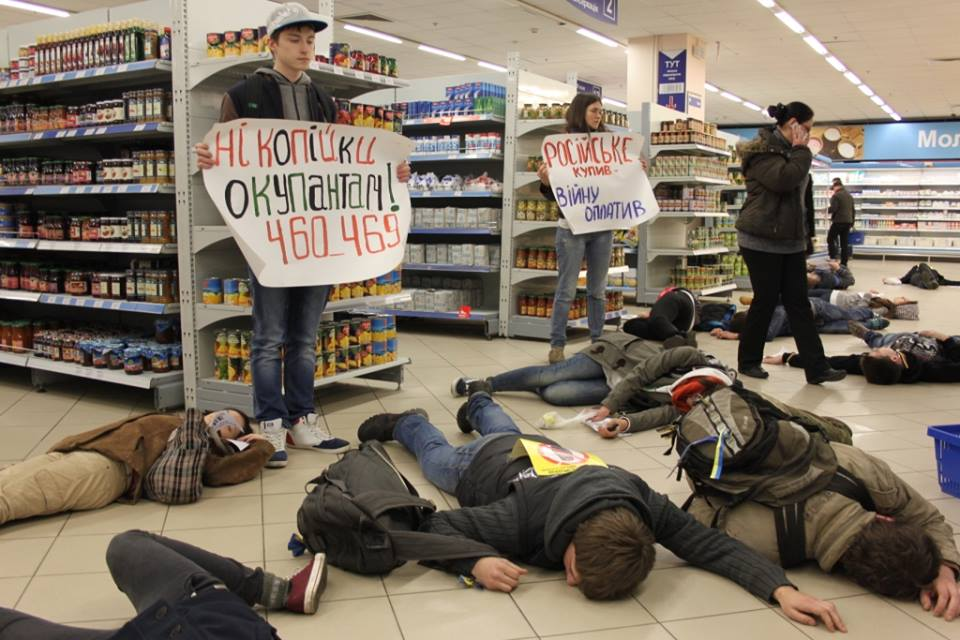
2014年3月15日，基辅的一场快闪活动

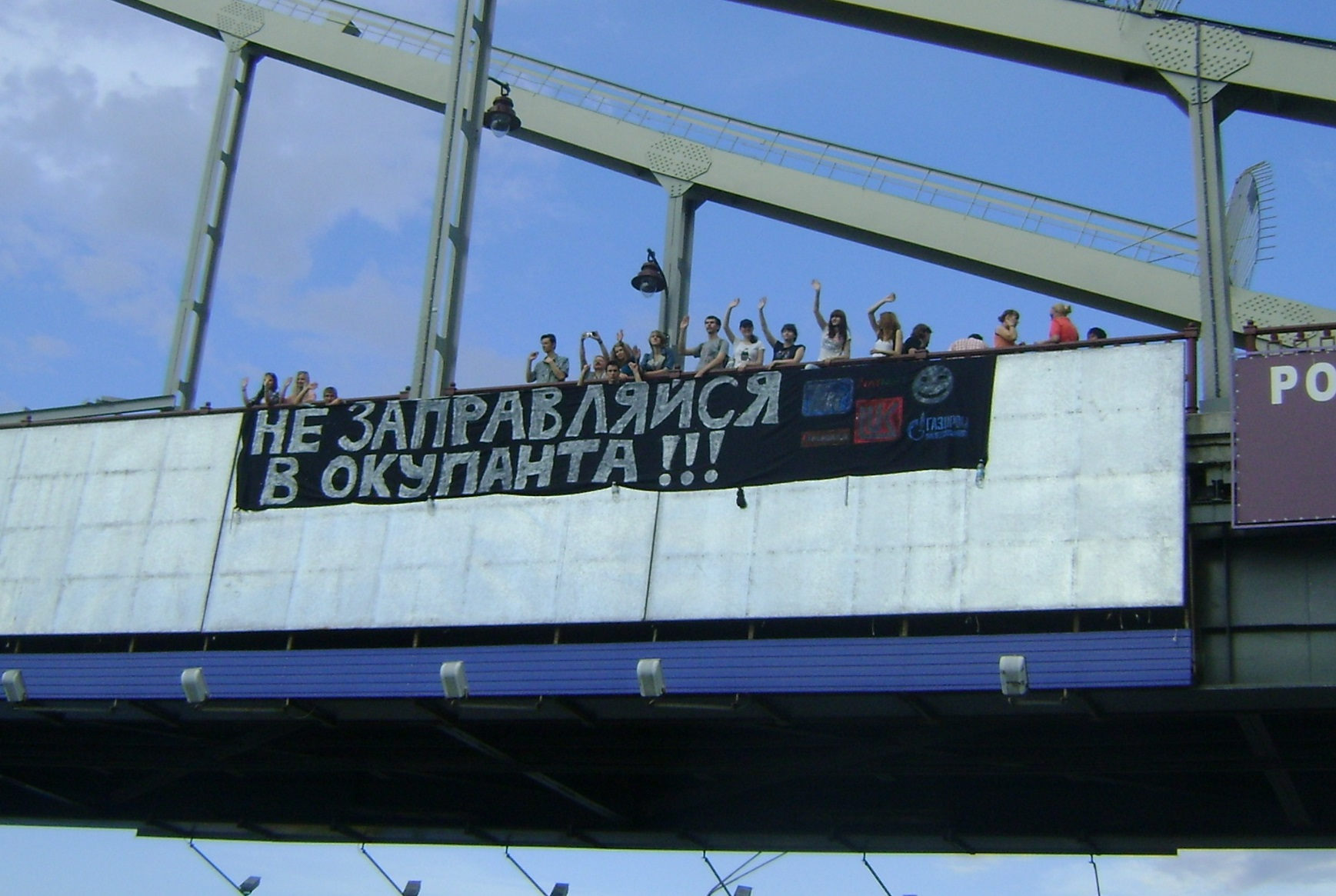
2014年5月29日，一面呼吁抵制俄罗斯天然气的旗帜

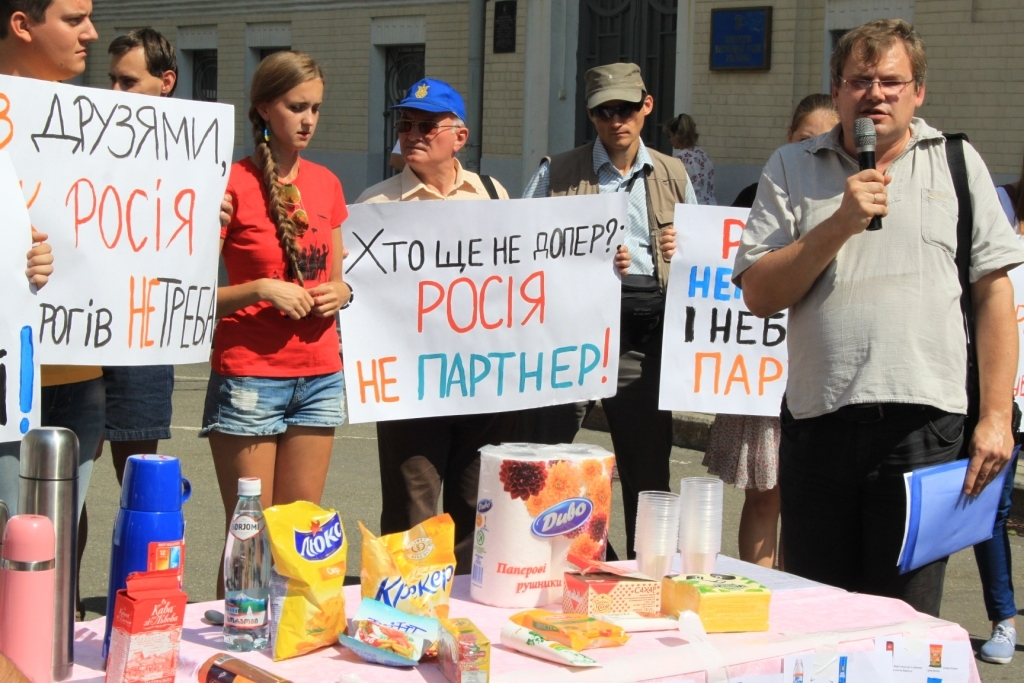
2013年8月22日，活动者呼吁抵制俄罗斯商品

据运动发起者称，这场运动之所以被发起，是为了回应俄罗斯对乌克兰实施的包括“肉类战争”、“奶酪战争”、“巧克力战争”等一系列贸易制裁措施：2013年8月14日，由于俄乌关系紧张，乌对俄出口的商品遭到俄海关无理封锁。导致数百卡车和火车车皮的乌克兰商品滞留在海关。
宣传抵制有各个政治积极分子，艺术组与公民组织，宣传的方法包括抗议示威、快闪族等活动。

### 入侵烏克蘭
由於俄羅斯入侵烏克蘭，這項運動擴及到了全世界。例如某間超市在入侵隔天，便將所有俄羅斯產品都下架。此外抵制運動還擴大到運動員等其他項目。

## 外部連結
- 视频：乌军队处于待命状态 亲欧民众抵制俄货 (2014年4月) （页面存档备份，存于）
- 乌克兰开发手机软件抵制俄货 （页面存档备份，存于）